# Терминална цистерна
Терминална цистерна (лат.  cisterna terminalis) проширење је саркоплазматског ретикулума у које се отварају тубули Л-система. Код влакна скелетних мишића,  сваки миофибрил. окружују  терминалне цистерне. Две суседне цистерне не комуницирају,  већ се  између њих  умеће Т-тубул формирајући тријаду. У ћелијама срчаног мишића, Т-тубули су заравњени, дисконтинуирани  и формирају дијаду.

## Функција
Терминалне цистерне су дискретни региони унутар мишићне ћелије. Они складиште калцијум (и повећавају капацитет саркоплазматског ретикулума да ослободи калцијум) и ослобађају га када акциони потенцијал крене низ попречне тубуле, изазивајући контракцију мишића.
Пошто терминалне цистерне обезбеђују брзу испоруку калцијума, оне су добро развијене у мишићима који се брзо контрахују, као што су скелетни мишићи који се брзо трзају. Терминалне цистерне затим ослобађају калцијум, који се везује за тропонин. Ово ослобађа тропомиозин, излажући активна места танког филамента, актиностима.
Постоји неколико механизама директно повезаних са терминалним цистернама који олакшавају спајање ексцитациј и контракције. Када ексцитација мембране стигне до Т-тубула најближег мишићном влакну, активира се дихидропиридин канал (ДХП канал). Ово је слично напонском калцијумском каналу, али заправо није јонотропни канал. Уместо тога, служи за активирање ријанодина, који ће пустити јоне калцијума да прођу у саркоплазматски ретикулум, и покреће ослобађање калцијума у сама мишићна влакна.
Т-тубул окружен са две терминалне цистерне назива се тријада. Завршне цистерне, заједно са попречним тубулима, су механизми трансдукције од нервног импулса до стварне мишићне контракције.